# 1491 Balduinus
1491 Balduinus este o planetă minoră (asteroid), cu un diametru de 21,941 km, din centura de asteroizi. A fost descoperită pe 23 februarie 1938 la Observatorul Regal al Belgiei⁠(d) de Eugène Joseph Delporte și a fost numită după Baudouin I al Belgiei. 
Obiectul prezintă o orbită caracterizată de o semiaxă mare de 3,2342655 UAi, o excentricitate de 0,137367, o înclinație de 3,67198 ° în raport cu ecliptica.